# N7 (автодорога, Ирландия)
N7 — ирландская государственная первичная дорога, входящая в число самых важных, ведущая из Дублина в Лимерик, часть европейского маршрута E20. Большая часть дороги (между Нейсом и Лимериком) отвечает стандартам автомагистрали и составляет дорогу M7. За Лимериком дорога продолжается в качестве трассы N18.